# Interspezifische Wechselbeziehungen
Interspezifische Wechselbeziehungen sind Beziehungen zwischen Individuen oder Populationen unterschiedlicher Arten. Sie können für einen Teilnehmer oder beide hemmend oder fördernd sein. Interspezifische Wechselbeziehungen sind ein wichtiger Untersuchungsgegenstand der Ökologie. Der Gegensatz zu ihnen sind Beziehungen zwischen Individuen der gleichen Art, also Intraspezifische Beziehungen.
Interspezifische Beziehungen führen zur Anpassung der Überlebens-, Fortpflanzungs- und Nahrungserwerbsstrategien der beteiligten Arten. Passen sich zwei Arten gegenseitig in besonderer Weise aneinander an, spricht man von Koevolution.

## Unterschiedliche Formen von interspezifischen Wechselbeziehungen
- Haben beide Teilnehmer einen Nutzen, so spricht man von einer Symbiose (im weiteren Sinn). Eher lockere Partnerschaften werden als Allianz bezeichnet, kurzfristige Partnerschaften zum beiderseitigen Nutzen als Mutualismus. Leben Arten regelmäßig so eng zusammen, dass die Partnerschaft von sehr hoher Bedeutung oder sogar lebensnotwendig ist, spricht man von Symbiose im engeren Sinn.

- Wird einer der Beteiligten durch die Interaktion geschädigt, nennt man dies Antibiosen. Zu den Antibiosen, bei denen einer der Partner einen Nutzen aus der Beziehung zieht, gehören Parasitismus und Episitismus (Räuber-Beute-Beziehung). Im Falle der interspezifischen Konkurrenz werden entweder beide geschädigt (symmetrische Konkurrenz) oder eine Art geschädigt, während die andere unbeeinflusst bleibt (asymmetrische Konkurrenz).

- In Probiosen (selten auch Karposen genannt) hat ein Teilnehmer einen Nutzen, der andere weder Schaden noch Nutzen. Formen der Probiose sind z. B. Parökie, Synökie, Epökie, Necromenie und Phoresie.